# Meterc
Meterc je priimek v Sloveniji, ki ga je po podatkih Statističnega urada Republike Slovenije na dan 1. januarja  2011 uporabljalo 854 oseb.

## Znani nosilci priimka
- Gregor Meterc, gozdar
- Janez Meterc (1951—2000), arheolog, zgodovinar in publicist
- Marta Ložar (r. Meterc) (1914—2008), učiteljica, etnologinja
- Matej Meterc (*1984), jezikoslovec
- Petra Meterc, filmska in literarna kritičarka, prevajalka iz poljščine in angleščine
- Stane Meterc (1927—1993), slikar